# Mais que a Mim
Mais Que a Mim , é uma canção da cantora e compositora brasileira Ana Carolina, extraído do álbum Multishow Registro: Ana Car9lina + Um. A canção é um dueto com a cantora Maria Gadú. A canção faz parte da trilha sonora da telenovela da Rede Globo: Araguaia.

## Videoclipe
O clipe foi ao ar em janeiro de 2010 e conta com Ana & Maria cantando a canção. O videoclipe recebeu alta rotação no canal Multishow.